# سیارک ۲۹۴۳۷
سیارک ۲۹۴۳۷ (به انگلیسی: 29437 Marchais، نامگذاری:1997LG1) بیست و نه هزار و چهارصد و سی و هفتمین سیارک کشف شده‌است که در ۷ ژوئن ۱۹۹۷ کشف شد.